# Uczta Baltazara (obraz Rembrandta)
Uczta Baltazara – obraz Rembrandta namalowany około 1635 roku. Inspiracją do jego powstania była historia ostatniego władcy Babilonii Baltazara z biblijnej Księgi Daniela (5: 1-6, 25-8).
Scena przedstawia ucztę wyprawioną przez ostatniego króla Babilonii Baltazara, podczas oblężenia miasta przez perskiego zdobywcę Cyrusa. Jako zastawy użyto złotych i srebrnych naczyń, zrabowanych przez jego ojca Nabuchodonozora ze świątyni jerozolimskiej. Ostatni władca Babilonii ma na sobie brokatowy płaszcz spięty wysadzaną szlachetnymi kamieniami broszą, królewską koronę, umieszczoną na charakterystycznym wschodnim turbanie i obwieszony jest klejnotami. Daje tu o sobie znać szczególne upodobanie Rembrandta do egzotyki, potęgujące efekt narracji obrazu. Dynamiczna figura króla rozjaśniona jest ostrym światłem, które prześlizguje się po powierzchni białego turbanu i obszytego futrem płaszcza ze złotego brokatu.
Nagle znikąd pojawia się tajemnicza ludzka ręka, która kreśli na ścianie tajemnicze słowa w alfabecie hebrajskim: MENE, MENE, TEKEL, UFARSIN (tradycyjnie: mane, tekel, fares – policzono, zważono, rozdzielono). Przestraszeni goście, żony, konkubiny i dworzanie w eleganckich szatach ze zdumieniem obserwują cudowne pojawienie się świetlistego, nieczytelnego dla ucztujących napisu. Jego znaczenie wyjaśnia prorok Daniel: mane – policzył Bóg królestwo twoje i kres mu położył; tekel – zważony jesteś na wadze i znaleziono cię za lekkim; fares – rozdzielono królestwo twoje i dano je Medom i Persom. Jeszcze tej nocy Baltazar został zamordowany, a jego tron przejął król perski Dariusz. Malarzowi bardzo zależało na autentyczności inskrypcji. Konsultował się w tej sprawie u żydowskiego uczonego Samuela Menasaha ben Israela, który uważał, że prawdziwy napis biegł prawdopodobnie od lewej do prawej, aby wprawić w pomieszanie uczonych babilońskich.
Rembrandt wybiera moment niezwykle dramatyczny. Zatroskane twarze, przerażone oblicze króla, jego wyciągnięte ramię – kierują wzrok widza wzdłuż linii, która znajduje swą kulminację w złowrogim tekście na ścianie, w prawym górnym rogu obrazu. Napis skąpany jest w niesamowitym świetle, które rzuca odblask na turban Baltazara.
Obraz pochodzi z wczesnego okresu twórczości malarza. Jest to najbardziej teatralna z biblijnych scen namalowanych przez Rembrandta. Gwałtowne gesty i ożywienie postaci są rezultatem współpracy artysty z Pieterm Lastmanem. W tym okresie Rembrandt malował raczej kompozycje zawierające wiele małych postaci w dużej przestrzeni. Tutaj nie próbuje pokazać sali mogącej pomieścić setki mężczyzn wraz z żonami i kochankami (zrobił tak np. w swojej Uczcie Baltazara angielski malarz John Martin). Robi coś wręcz przeciwnego, przybliżając postacie klaustrofobicznie blisko powierzchni obrazu. Znajdująca się po prawej stronie obrazu kobieta rozlewająca wino (zbyt wytwornie ubrana jak na służącą) przypomina postacie z płócien Tycjana.
Zielonkawa tonacja obrazu pochodzi od barwy podmalówki, która zastępowała szkic przygotowawczy i odgrywa ważną rolę w wyglądzie skończonego obrazu, budując większość tonów pośrednich. Tworzy ona podstawowy kolor stroju Baltazara, obrusu, kłębów dymu w tle oraz schowanej w cieniu postaci muzykanta.
W porównaniu z pierwotnymi wymiarami obraz jest obecnie nieco zmniejszony.